# Conchoecia hyalophyllum
Conchoecia hyalophyllum är en kräftdjursart som beskrevs av Claus 1890. Conchoecia hyalophyllum ingår i släktet Conchoecia och familjen Halocyprididae. Inga underarter finns listade i Catalogue of Life.